# Michal Rejžo Pavlík
Michal Rejžo Pavlík (* 29. listopadu 1990, Mariánské Lázně) je český spisovatel a pedagog.

## Život
Vystudoval gymnázium a poté historii a český jazyk a literaturu na univerzitě v Hradci Králové. Vede přírodní scénu Divadlo Podkova v údolí Mže v západních Čechách, jejíž vznik v roce 1998 inicioval. Od roku 2016 vyučuje na Gymnáziu profesora Jana Patočky v Praze.
Jeho uměleckou kariéru odstartovala prvotina Kurvy nepláčou, kterou napsal ve svých dvaceti letech.

## Dílo

### Próza
- Kurvy nepláčou (2012) – autorova umělecká prvotina, na pozadí západočeského pohraničí je v novele sledován příběh zmanipulovaného soudního procesu, který dokresluje komplikovaný vztah lidí ke krajině bývalých Sudet
- Vteřiny slunce a requiem (2014) – psychologická próza s fantaskními prvky vyprávějící básnivým jazykem o marnosti útěků a obtížnosti hledání životní cesty
- Bílá stopa (2016) – román o vztahu člověka k dobru a zlu, proložený básněmi; v díle, reflektujícím reálnou společnost, se objevuje řada fantaskních prvků, např. postava bílé vrány či odkazy k pohanským bohům

### Poezie
- Výstup na horu Méru (2020) – básnická skladba o třech částech; posvátná hora Méru z hinduismu je v textu symbolem putování a hledání, převážná část básnické skladby je ale zasazena do současného Amsterdamu

### Reportáže
- Stará kráska Josefova Huť (2010) – kniha reportáží o historii a současnosti západní části údolí řeky Mže; centrem autorovy pozornosti je osada Josefova Huť, která byla v 19. století průmyslovým centrem s významem pro celé Rakousko-Uhersko a dnes je místem civilizací téměř zapomenutým

### Drama
- Výlet s bouřkou (2018)